# Chapelle Notre-Dame-d’Esclaux
La chapelle Notre-Dame d’Esclaux est une chapelle catholique qui est le centre d’un important pèlerinage marial, situé dans la commune de Saint-Mézard (Gers) en région Occitanie.

## Toponymie
L’appellation « d’Esclaux » est une déformation de l’appellation d’origine, « des Claus » (le s étant prononcé en gascon) : des Clos (ou enclos), ou des Clous (dans ce dernier cas le nom serait postérieur à la légende, « clous » étant le nom gascon des furoncles que la fontaine miraculeuse était supposée guérir).

## Histoire

### Légende
La naissance de ce pèlerinage revêt la forme classique que l’on retrouve dans d’autres lieux (comme, pour ne rester qu’en Lomagne, à Notre-Dame de Tudet ou à Notre-Dame de Beauclaire près de Castet-Arrouy) : un berger ou un bouvier remarque l’insistance d’un de ses animaux — ici un bœuf — à s’agenouiller devant un buisson et à rester ainsi durant des heures. Intrigué, le pasteur va fouiller le buisson et y découvre une statue de la Vierge. Il la retire, et une source se met à jaillir à cet emplacement. Il va porter la statue à l’église de Saint-Mézard. Le lendemain, on constate que la statue a d’elle-même quitté l’église pour revenir à son point de départ, manifestant ainsi son désir d’avoir un sanctuaire à cet emplacement. Le seigneur de Saint-Mézard, d’Esparbès de Lussan, fait alors construire un oratoire. Les fidèles viennent très vite y prier, se baigner à la source ou y boire, et des miracles s’accomplissent, donnant naissance à un pèlerinage que même la Révolution française n’arrivera pas à éradiquer.

### Sanctuaires
On ignore, en dehors de cette tradition orale, à quand remonte l’historique du pèlerinage : la première mention écrite ne date que du 23 avril 1626, dans un acte où les époux Pons d’Esparbès de Lussan s’engagent auprès du curé, l’abbé de Rison, à construire une sacristie et un logement près de la chapelle détruite par les protestants et nouvellement reconstruite. Si le pèlerinage a réellement été fondé par un d'Esparbès de Lussan, ce serait très peu de temps auparavant, car on sait que cette famille n’a acquis la seigneurie de saint-Mézard qu’en 1565. Il est donc probable que le sanctuaire soit plus ancien, et que les d'Esparbès y aient attaché leur nom à partir de sa reconstruction.
Même reconstruite, la chapelle demeure modeste. Elle est encore agrandie vers le couchant en 1662, et encore rénovée en 1686, comme l’atteste une pierre enchâssée dans le presbytère.
Avec les dégradations du temps et la Révolution, la chapelle tombe en ruine, sans pour autant cesser d’être fréquentée, même si c’est avec discrétion. Le presbytère de Saint-Mézard étant totalement en ruine, les curés successifs habitent à Esclaux. Après la Révolution, les pèlerinages reprennent et on restaure la chapelle avec pour première intention de l’agrandir pour accueillir un nombre croissant de fidèles. Il s’agit aussi de mener une lutte permanente contre l’humidité qui ronge planchers et boiseries. Il faudra pourtant attendre l’abbé Coutin et l’année 1864 pour voir entreprendre la restauration totale de la chapelle. La nef est agrandie du double vers le levant, le chevet est reconstruit selon un nouveau plan, ainsi que la sacristie et une partie du logement. La reconstruction, retardée par la guerre de 1870, est terminée vers 1875 avec un nouveau clocher néogothique selon les plans de l’architecte Dubarry.
À cette renaissance s’ajoute la création d’un grand calvaire, sommé de trois croix de près de huit mètres de haut, qui comportent des reliques de la vraie croix. Offert par Philibert Rivière de Lussan, descendant des « fondateurs », il est inauguré en 1865.
La chapelle a été restaurée en 1969.

### Pèlerinages
La chapelle fait l’objet de pèlerinages constants depuis ses origines : pour les fêtes habituelles de la Vierge, mais aussi à des dates particulières, consécutives à un événement ou à un vœu. Il y a bien sûr le pèlerinage de Saint-Mézard, mais aussi le pèlerinage du Pergain-Taillac, dont le curé pendant plus de soixante ans, Prosper Bladé (1805-1893, oncle du littérateur Jean-François Bladé), attestait en 1863 que ce pèlerinage n’avait pas connu une interruption depuis trois siècles.

### Le crime de 1824

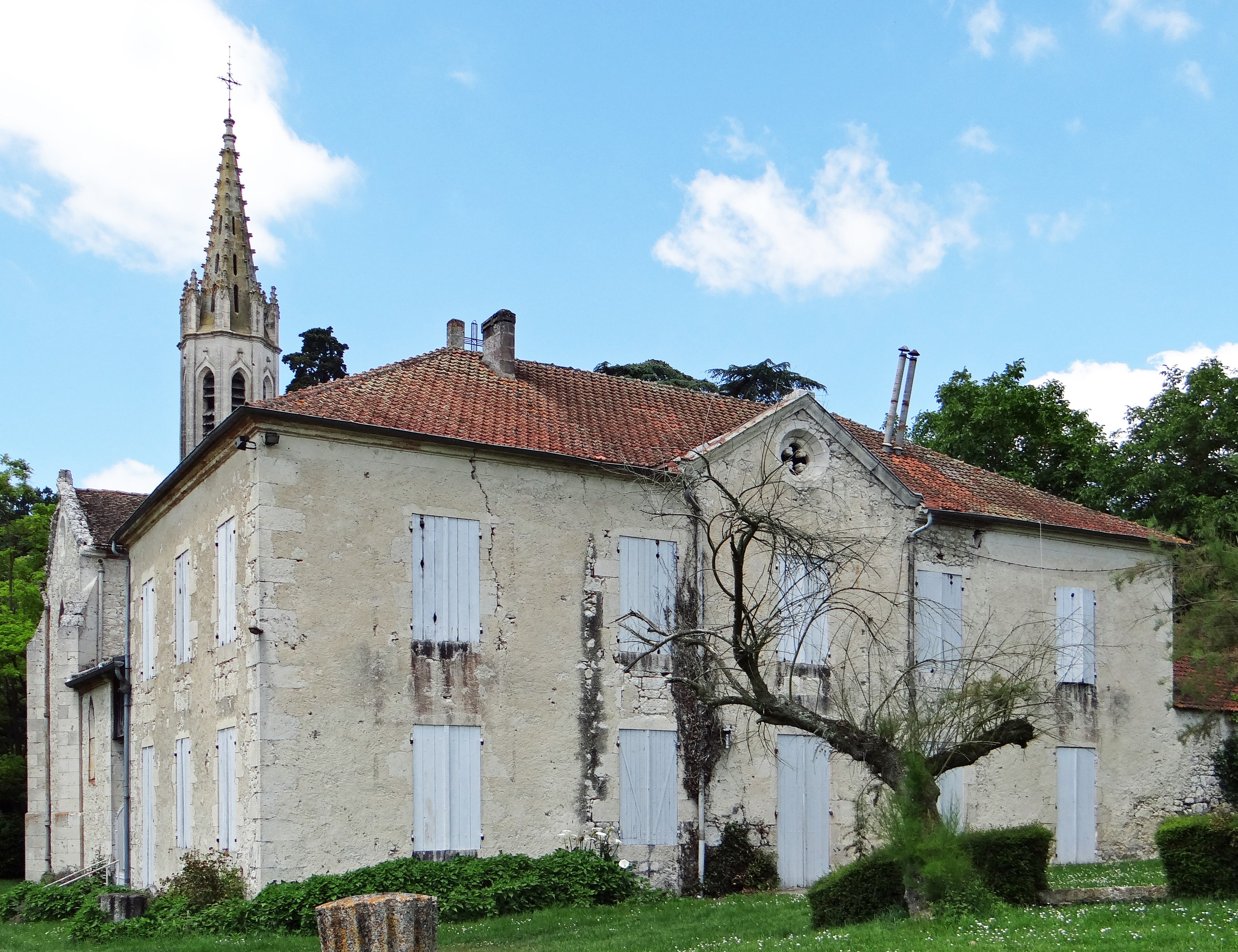
Le presbytère

Le dimanche 25 juillet 1824, un fait-divers ébranle la vie paisible des Claux. L’abbé de Ferrabouc, chapelain, en revenant de dire la messe de 11 heures à Saint-Mézard, découvre sa maison bouleversée et inondée de sang. Il trouve sa servante, Marie Mène, 38 ans, morte, déchirée à coups de serpe, sur le sentier du calvaire tout proche. Son ou ses assassins l’ont attaquée dans la maison, puis l’ont traînée, encore vivante, à l’extérieur, et sont revenus s’enfermer dans la maison pour la fouiller et voler l’argent de l’abbé et de Marie. Bien que le crime n’ait pas eu de témoins, un suspect est désigné d’emblée, le nommé Joseph Fouraignan. Il est en effet le premier accusé, avec de nombreux autres complices. Après de longs procès à Agen et à Auch, Fouraignan est finalement guillotiné à Auch en 1825.